# Cronologia da vida de Karl Marx
Esta é uma cronologia dos principais fatos ligados à vida de Karl Marx.
1818: Nasce numa família judia de classe média. Sua mãe, Henriette Pressburg, era judia holandesa e seu pai, Hirschel Marx, um advogado e conselheiro de Justiça que teve de se converter ao cristianismo (quando Marx ainda tinha 6 anos) em função das restrições impostas à presença de membros de etnia judaica no serviço público. 
1830: Inicia seus estudos no Liceu Friedrich Wilhelm, em Tréveris. Nesse ano eclodiram revoluções em diversos países europeus. 
1831 morre Georg Wilhelm Friedrich Hegel, filósofo alemão cuja obra exerceu grande influência sobre Marx.
1835: Aos dezessete anos, escreve Reflexões de um jovem perante a escolha de sua profissão. Após, ingressou na Universidade de Bonn para estudar Direito; mas, já no ano seguinte (1836), transferiu-se para a Universidade de Berlim, onde a influência de Hegel ainda era bastante sentida.
1838: Em Berlim, ingressa no Clube dos Doutores, que era liderado por Bruno Bauer. Perdeu interesse pelo Direito e se voltou para a Filosofia, tendo participado ativamente do movimento dos Jovens Hegelianos. Seu pai falece neste mesmo ano.
1841: Obtém o título de doutor em Filosofia com  a tese intitulada "Diferenças da filosofia da natureza em Demócrito e Epicuro". Nesse mesmo ano, concebe a ideia de um sistema que combinasse o materialismo de Ludwig Feuerbach com a dialética idealista de Hegel.
1842: Impedido de seguir uma carreira acadêmica. No mesmo ano Bruno Bauer é expulso da cátedra de Teologia da Universidade de Bonn, acusado de ateísmo. Isso representou, para Marx, um impedimento virtual a uma possível carreira acadêmica, já que era conhecido como "seguidor" de Bauer. Torna-se redator-chefe da Gazeta Renana. Conhece Friedrich Engels, quando este visita a redação do jornal.
1843: a Gazeta Renana é fechada pelos censores do governo prussiano, e Marx recusa convite do governo para ser redator no diário oficial, optando por mudar-se para Paris. Lá assume a direção do Deutsch-Französische Jahrbücher ('Anais Franco-Alemães') e é apresentado a diversas sociedades clandestinassocialistas e comunistas. Conclui a redação da Crítica da filosofia do Direito de Hegel e "A questão judaica". Casa-se com Jenny von Westphalen, com quem teria sete filhos, mas dois acabam morrendo 
1844: conheceu a Liga dos Justos (que mais tarde tornar-se-ia Liga dos Comunistas). Iniciou estreita amizade com Friedrich Engels. Escreveu os Manuscritos econômico-filosóficos e artigo sobre uma greve na Silésia.
Devido ao referido artigo sobre a situação na Silésia, Marx é expulso da França em 1845 a pedido do governo prussiano. Mudou-se, então, para Bruxelas, onde escreveu o primeiro trabalho em parceria com Engels: A sagrada família. Neste mesmo ano, a dupla começou a redigir A ideologia alemã e Marx elaborou As Teses sobre Feuerbach. 
1846: Marx e Engels organizaram o Comitê de Correspondência da Liga dos Justos, interligando correspondentes comunistas de diversos países. Desistem de publicar A ideologia alemã por não encontrarem um editor editor. A obra só seria publicada em 1932, na União Soviética.
1847: a Liga dos Justos é renomeada Liga dos Comunistase realiza seu primeiro congresso, em Londres, ocasião em que os delegados encomendaram a redação de um manifesto dos comunistas. Marx publica a edição francesa de Miséria da filosofia.
1848: Marx é expulso de Bruxelas pelo governo belga. Com Engels, muda-se para Colônia, onde ambos fundam o jornal Nova Gazeta Renana. Em Londres, é publicada a primeira edição do Manifesto comunista.
1849: Após os ataques às autoridades locais, publicados na Nova Gazeta Renana, Marx é expulso de Colônia. Ele e sua família enfrentam grave crise financeira e, após muitas peripécias, conseguem chegar a Paris. Mas o governo proíbe-nos de fixar residência em território francês. Graças  a uma campanha de arrecadação de donativos promovida por Ferdinand Lassalle na Alemanha, Marx e família conseguem migrar para Londres. No mesmo ano, Marx redige Trabalho assalariado e capital.
1851: Marx dedica-se intensamente aos estudos de Economia, na biblioteca do Museu Britânico. Recebe e aceita proposta de trabalho como redator do jornal New York Daily Tribune. É publicado em Colônia, pelo editor Hermann Becker, o livro Ensaios escolhidos de Marx. 
1852:  Finaliza o conjunto de artigos reunidos sob o título de O 18 brumário de Luís Bonaparte.
1853 - 1856: Marx se dedicou a escrever artigos para jornais de língua inglesa, palestrar sobre a situação econômica da Europa e estudar os povos espanhóis e eslavos. Por cerca de dois anos suspendeu os estudos no Museu Britânico devido a problemas de saúde.
1857: Retoma os estudos de economia, permanecendo no Museu Britânico das nove da manhã às sete da noite e trabalhando em casa todas as madrugadas. Inicia-se um período de grande dedicação intelectual. Neste ano, começa a redação do que veio a ser conhecido por Grundrisse ou Esboços de uma crítica da economia política.
1859: Publica, em Berlim, Para a crítica da economia política. Essa obra não havia sido publicada antes por falta de dinheiro para postagem do manuscrito original. Consta que Marx comentou: "Seguramente é a primeira vez que alguém escreve sobre o dinheiro com tanta falta dele."
1863: Em virtude dos avanços em seus estudos econômicos, Marx inicia a redação definitiva de O Capital, ao mesmo tempo em que participava de ações em prol da independência da Polônia. Sua mãe falece neste mesmo ano.
1864: Propõe, durante encontro internacional no Saint Martin's Hall, em Londres, a criação de uma Associação Internacional dos Trabalhadores (AIT). Também redige o manifesto da Associação e uma proposta de estatuto.
1865: A primeira redação do livro primeiro d'O Capital é concluída. No mesmo ano, Marx escreve Salário, preço e lucro e uma biografia de Proudhon, militante anarquista francês com o qual polemizou em diversas ocasiões.
1867: O primeiro volume d'O Capital é publicado em Hamburgo, pelo editor Otto Meissner.
1869: Marx retoma os trabalhos de redação do segundo livro de O Capital, que haviam sido suspensos devido a seus problemas de saúde. A situação de miséria financeira agrava-se. No mesmo ano, é fundado o Partido Operário Socialdemocrata alemão, claramente inspirado pelas idéias de Marx.
1871: Por ocasião da Comuna de Paris, Marx propõe orientações aos membros da AIT em França e escreve  o pamfleto A guerra civil na França.
1873: Marx envia exemplares do primeiro livro de O Capital a Charles Darwin e a Herbert Spencer. Recebe ordens médicas (que não obedeceu) de evitar qualquer tipo de trabalho devido ao agravamento de suas condições de saúde. Durante os anos seguintes, Marx trabalha na redação de O Capital, estuda  Matemática, Geologia e Física, além de estudar a situação da Rússia.
1875: publica Crítica do Programa de Gotha.
1881 Morre sua mulher, Jenny von Westphalen 
1882 Morre sua filha mais velha 
1883: Doente e deprimido, Marx morre em 14 de março de 1883, e seu corpo é sepultado no Cemitério de Highgate, em Londres.